# Leptocerus interruptus
Leptocerus interruptus là một loài Trichoptera trong họ Leptoceridae. Chúng phân bố ở miền Cổ bắc.

## Hình ảnh

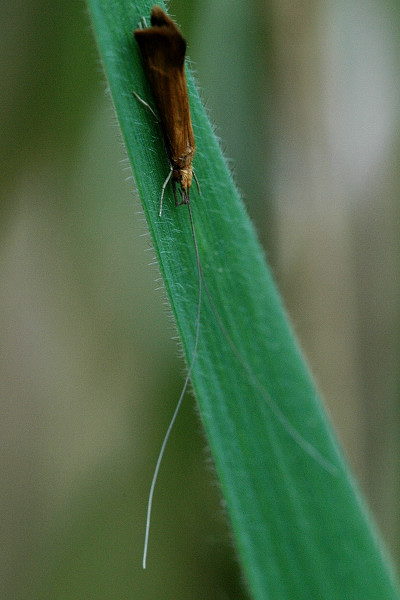

- Tư liệu liên quan tới Leptocerus interruptus tại Wikimedia Commons